# Schafstädt
Schafstädt ist ein Ortsteil der Stadt Bad Lauchstädt im Saalekreis in Sachsen-Anhalt (Deutschland).

## Lage
Schafstädt liegt ca. 20 km südwestlich von Halle (Saale), an der Landstraße von Merseburg nach Querfurt. Südwestlich des Ortes entspringt der Bach Laucha, der nach Osten in Richtung Bad Lauchstädt abfließt. Die Landschaft besteht insgesamt aus einer landwirtschaftlich intensiv genutzten Löss-Ebene am Übergang der Querfurter Platte in die Leipziger Tieflandsbucht.

## Geschichte

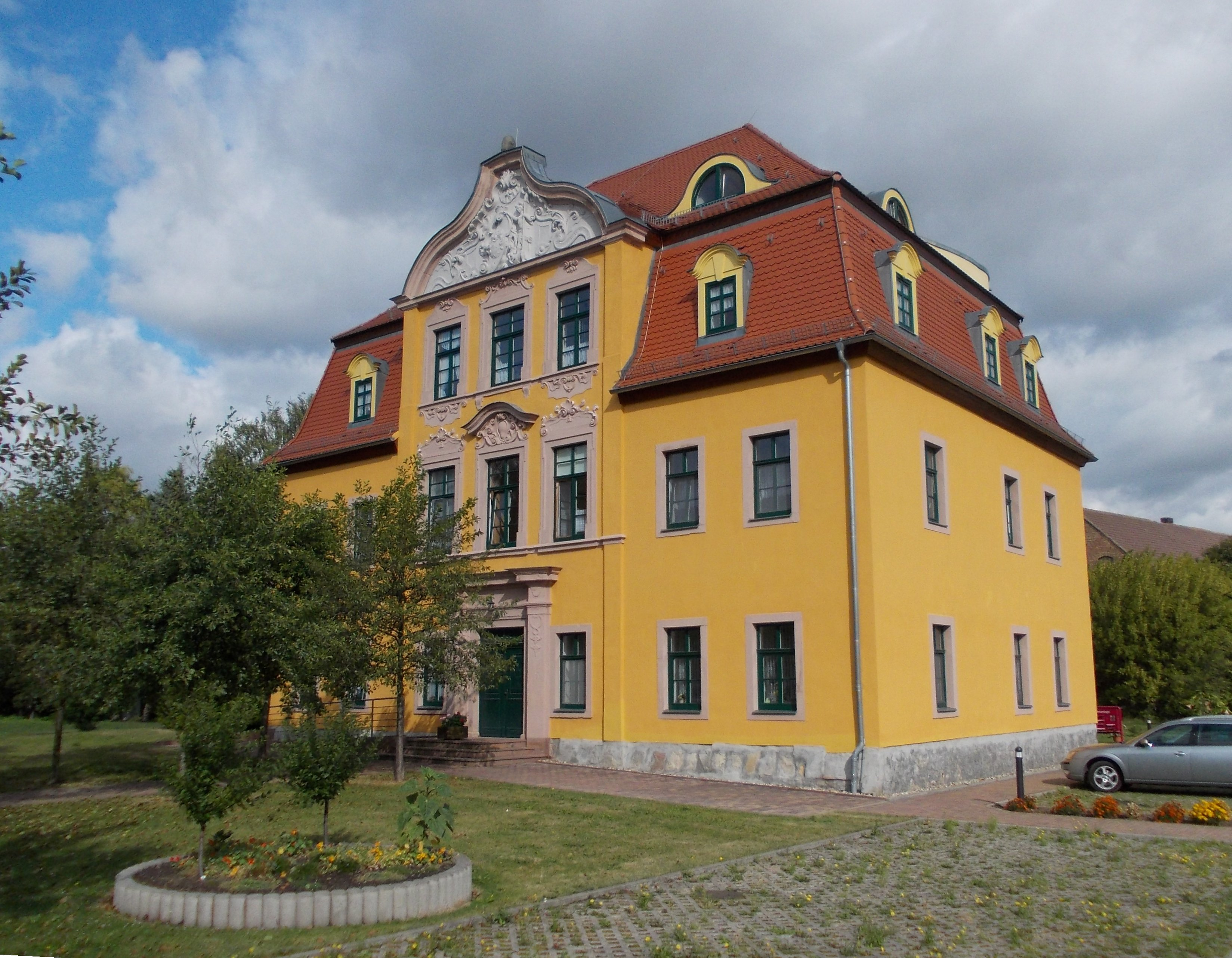
Gutshaus Schafstädt

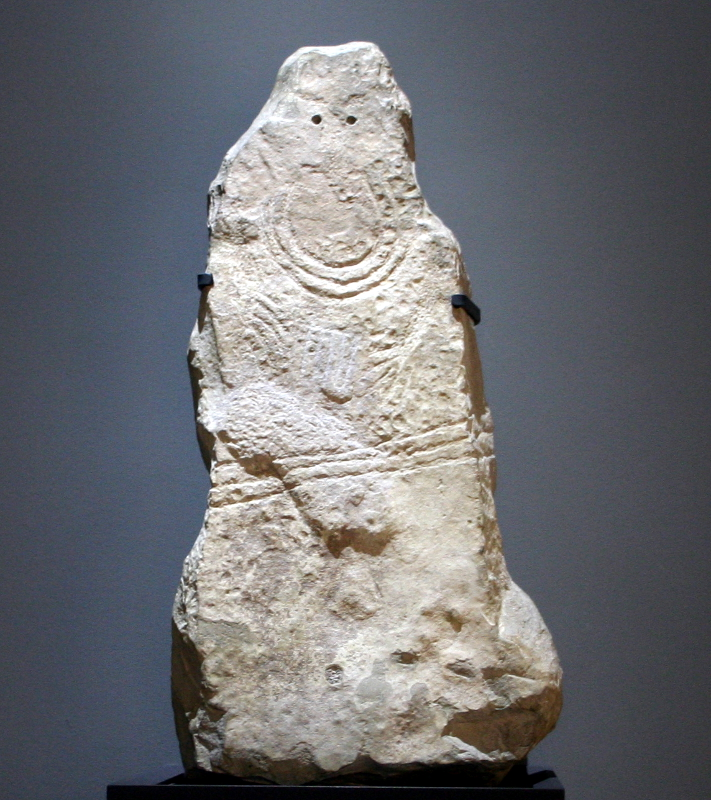
Menhir

In einem zwischen 881 und 899 entstandenen Verzeichnis des Zehnten des Klosters Hersfeld wird Schafstädt als zehntpflichtiger Ort Scabstedi im Friesenfeld erstmals urkundlich erwähnt. Im Jahre 1558 wurde Schafstädt das Stadtrecht verliehen und demnach 2008 450 Jahre Stadtrecht zelebriert. Am 6. November 1747 gegen 1 Uhr morgens schlug ein Blitz in den Kirchturm von Schafstädt ein und entzündete diesen. Der Turm brannte nieder, wobei auch die Kirchenglocken zerschmolzen sind.
Schafstädt gehörte bis 1815 zum hochstiftlich-merseburgischen Amt Lauchstädt, das seit 1561 unter kursächsischer Hoheit stand und zwischen 1656/57 und 1738 zum Sekundogenitur-Fürstentum Sachsen-Merseburg gehörte. Durch die Beschlüsse des Wiener Kongresses kam der Ort zu Preußen und wurde dem Kreis Merseburg im Regierungsbezirk Merseburg der Provinz Sachsen zugeteilt, zu dem er bis 1952 gehörte. Seit 1952 gehörte Schafstädt zum Kreis Merseburg, der 1994 im Landkreis Merseburg-Querfurt und 2007 im Saalekreis aufging.
1962 wurde in Schafstädt ein Menhir aus der Jungsteinzeit gefunden, der sich nun in Halle im Landesmuseum für Vorgeschichte befindet.
Am 1. Januar 2008 wurde die ehemals selbständige Stadt Schafstädt nach Bad Lauchstädt eingemeindet.

### Einwohnerentwicklung
| Jahr      | 1905 | 1910 | 1925 | 1933 | 1939 | 1970 | 2005 | 2015 |
| --------- | ---- | ---- | ---- | ---- | ---- | ---- | ---- | ---- |
| Einwohner | 2851 | 2809 | 2834 | 2735 | 2875 | 3058 | 2187 | 2015 |

## Politik
Zwischen 1974 und 1984 sowie erneut zwischen 1984 und 2024 war parteilose Klaus Andres der Bürgermeister der Gemeinde und später Ortsbürgermeister des Ortsteils Schafstädt.

## Religion
Durch die Reformation wurden die Bevölkerung von Schafstädt und die St.-Johannis-Kirche protestantisch. Die Stadtkirche St. Johannis gehört zum Kirchenkreis Merseburg der Evangelischen Kirche in Mitteldeutschland.
Bereits in der ersten Hälfte des 20. Jahrhunderts gab es Bemühungen, wieder ein katholisches Gotteshaus in Schafstädt zu erbauen. 1930 entwarf Bernhard Lippsmeier aus Magdeburg eine Kirche für Schafstädt, und noch vor dem Zweiten Weltkrieg machte Johannes Reuter einen weiteren Entwurf. Beide Pläne konnten zeitbedingt nicht realisiert werden. Durch die Flucht und Vertreibung Deutscher aus Mittel- und Osteuropa infolge des Zweiten Weltkriegs zogen wieder Katholiken in größerer Zahl nach Schafstädt, sie gehörten zunächst zur Pfarrei Merseburg. Am 1. April 1948 wurde die Kuratie Schafstädt errichtet, die als Filialgemeinde zur Pfarrei Merseburg gehörte, und Schafstädt bekam einen ortsansässigen Priester. Die katholischen Gottesdienste der Kuratie Schafstädt fanden in der evangelischen Stadtkirche St. Johannis statt, zur Errichtung eines katholischen Gotteshauses kam es in Schafstädt nicht. 1950 setzte sich der Kuratus von Schafstädt nach Westdeutschland ab, danach wurde die Kuratie Schafstädt nicht mehr mit einem Priester besetzt, sondern der Seelsorger von Bad Lauchstädt übernahm auch die Seelsorge in Schafstädt. Heute gehören Katholiken in Schafstädt zur Pfarrei Merseburg mit der näher gelegenen Filialkirche Maria Königin (Bad Lauchstädt).

## Kulturdenkmale und Gedenkstätten

### Stadtkirche

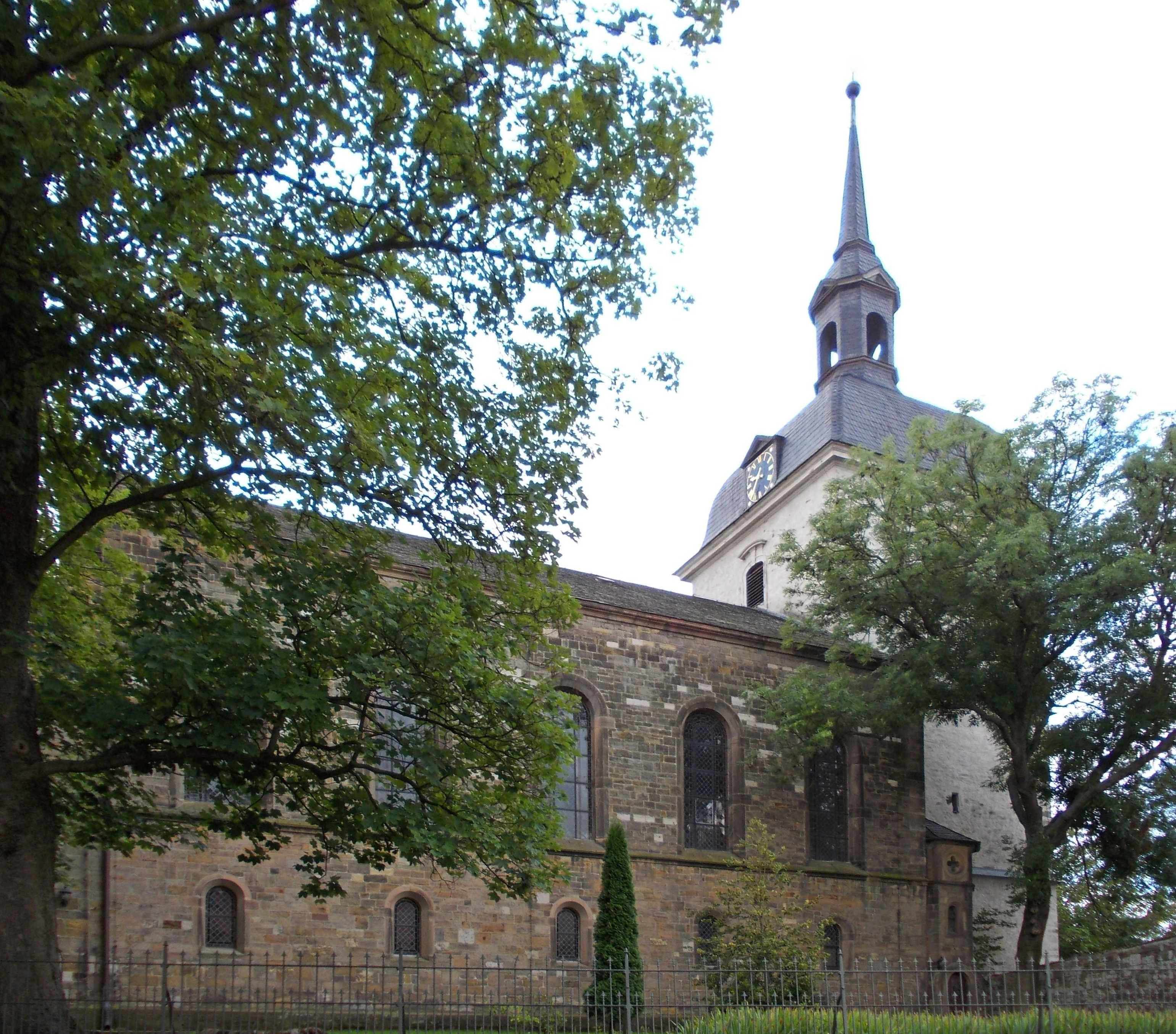
Stadtkirche St. Johannis

Die evangelische Stadtkirche St. Johannis ist eine große neuromanische Saalkirche mit Chor und Apsis aus den Jahren 1875/76. Eine Restaurierung erfolgte in den Jahren nach 1992. Vom Vorgängerbau ist der mächtige Westturm erhalten, der nach einer Inschrift aus dem Jahr 1505 stammt; er ist dreigeschossig über quadratischem Grundriss aufgebaut. Die barocken Fenster der Glockenstube und die eigenartig gedrungene Haube stammen von 1793. Von der einheitlichen, gediegenen Innenausstattung ist besonders die Orgel von Friedrich Ladegast aus dem Jahr 1875 hervorzuheben. Sie hat 33 Register auf drei Manualen und Pedal und wurde 2006 durch Christian Scheffler restauriert. Eine große auchteckige Kalksteintaufe stammt aus dem 15. Jahrhundert.

### Grabstätten auf dem Ortsfriedhof
- Grabstätte für zwei namentlich bekannte Sowjetbürger, zwei Frauen, die während des Zweiten Weltkrieges nach Deutschland verschleppt und Opfer von Zwangsarbeit wurden.
- Gruft der Familie von Weidlich

## Verkehr

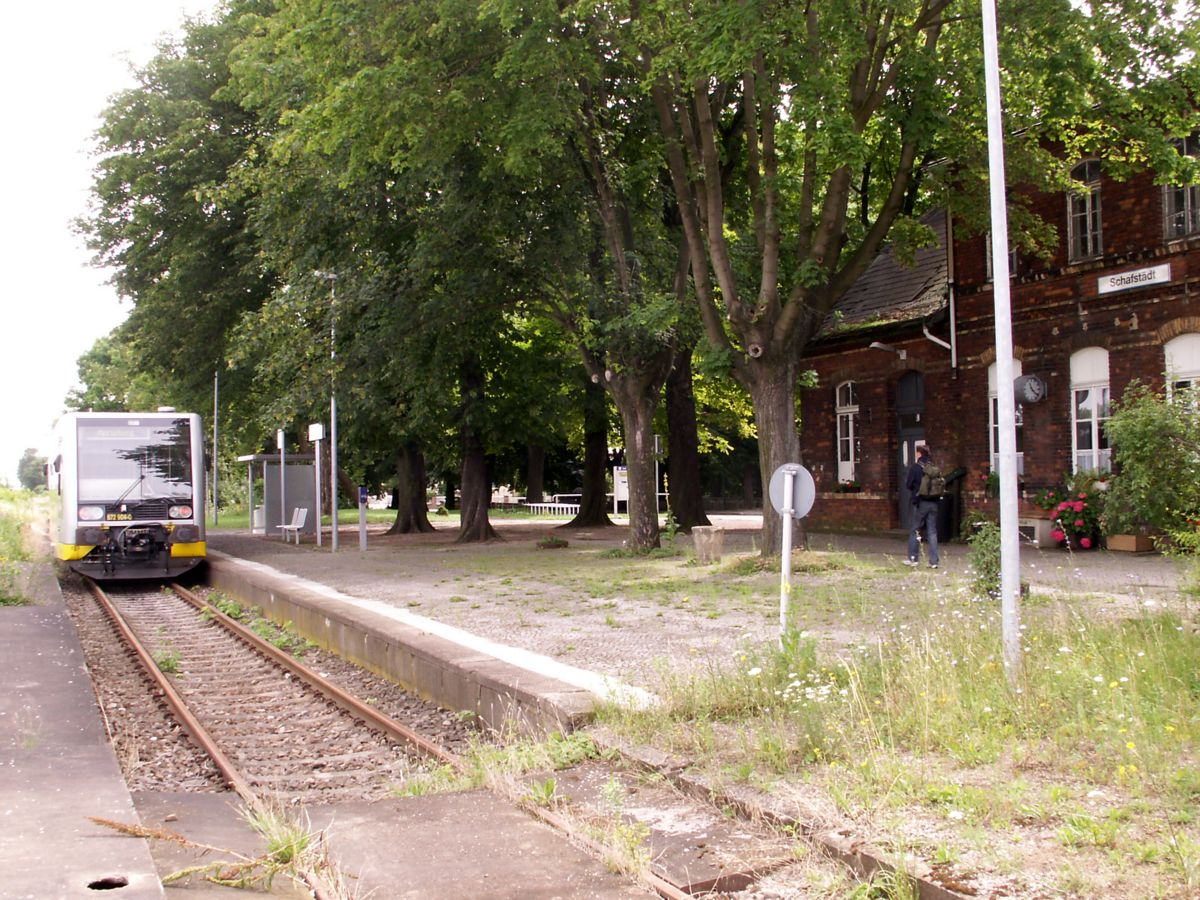
Ehemaliges Bahnhofsgebäude (2007)

Der Bahnhof Schafstädt war Endpunkt der Bahnstrecke Merseburg–Schafstädt, welche über Bad Lauchstädt eine Verbindung zum Bahnhof Merseburg an der Thüringer Bahn herstellte. Zum 31. Dezember 2007 sollte diese Strecke eingestellt werden, wurde aber vom Ministerium des Innern LSA befristet verlängert. Da das Bahnhofsgebäude nicht mehr genutzt wird, wurde die Bahnstrecke um 250 m verkürzt. Seitdem hielten die Züge an einem neu angelegten Bahnsteig auf der dem Bahnhofsgebäude gegenüber liegenden Seite an der alten Rübenwaschanlage. Die Strecke wurde zum Fahrplanwechsel Dezember 2014 eingestellt. Schafstädt ist heute durch den PlusBus 728 der Personennahverkehrsgesellschaft Merseburg-Querfurt erreichbar, der Teil des Landesnetzes Sachsen-Anhalt ist.
Am 5. Dezember 2008 wurde die Autobahn A38 im Bereich nördlich von Schafstädt fertiggestellt und entlastet die Ortsdurchfahrung der L 172. Nach Schafstädt ist eine Abfahrt benannt.

## Sportvereine
- SG Schafstädt 99 (Tennis und Volleyball)
- SV Germania Schafstädt (Fußball, Kegeln, Tischtennis)

## Persönlichkeiten
- Christoph Weidlich (1713–1794), Rechtsanwalt und Verfasser biographischer Werke
- Immanuel Friedrich Sander (1797–1859), Geistlicher und Theologe
- Julius von Kirchmann (1802–1884), Jurist und Politiker
- Karl Wilhelm Penzler (1816–1873), Pfarrer in Stüdenitz
- Christina Bührmann (* 1945), Politikerin
- Hanka Rackwitz (* 1969), Reality-TV-Darstellerin